# Cristiane Barbieri
Cristiane Barbieri é uma jornalista brasileira. Formada pela PUC-SP em 1990 é especialista em Economia e Negócios, tendo trabalhado nos maiores veículos jornalísticos de mídia impressa brasileiros. É casada com o economista Roberto Padovani e tem dois filhos.
Completou o MBA em Informações Econômico-Financeiras e Mercado de Capitais pela Fundação Instituto de Administração (FIA), patrocinado pela BMF&Bovespa. Fez vários cursos em Jornalismo Econômico e completou o programa do Citibank Journalistic Excellence Award, na Universidade de Columbia.
Atualmente, é editora de Negócios e Empresas para o Estadão/Broadcast. Trabalhou em jornais como Folha de S.Paulo, Valor Econômico e O Globo, nas revistas Época Negócios, Veja e Forbes Brasil e também no portal iG. É ganhadora da 11a edição do  Troféu Mulher Imprensa na categoria Repórter de Revista.
Ganhou também outros prêmios de Jornalismo, como o Prêmio Jornalístico Vladimir Herzog de Anistia e Direitos Humanos, Prêmio CNI de Jornalismo, o Citi Journalistic Excellence Award, Prêmio CNH de Jornalismo Econômico, o Prêmio Editora Globo e o Prêmio Abear. Esteve entre os Jornalistas +Admirados de Economia de 2019.
Foi casada com o também jornalista Ibsen Spartacus, morto em 2003.